# Rossia
Rossia is een geslacht van inktvissen uit de familie Sepiolidae.

## Soorten
- Rossia brachyura Verrill, 1883
- Rossia bullisi Voss, 1956
- Rossia glaucopis Lovén, 1845
- Rossia macrosoma (Delle Chiaje, 1830)
- Rossia megaptera Verrill, 1881
- Rossia moelleri Steenstrup, 1856
- Rossia mollicella Sasaki, 1920
- Rossia pacifica Berry, 1911
- Rossia palpebrosa Owen, 1835
- Rossia tortugaensis Voss, 1956

### Synoniemen
- Rossia (Allorossia) Grimpe, 1922 => Rossia Owen, 1835
- Rossia (Allorossia) bullisi Voss, 1956 => Rossia bullisi Voss, 1956
- Rossia (Allorossia) tortugaenis Voss, 1956 => Rossia tortugaensis Voss, 1956
- Rossia (Austrorossia) Berry, 1918 => Austrorossia Berry, 1918
- Rossia (Austrorossia) antillensis Voss, 1955 => Rossia antillensis Voss, 1955 => Austrorossia antillensis (Voss, 1955)
- Rossia (Austrorossia) australis Berry, 1918 => Austrorossia australis (Berry, 1918)
- Rossia (Semirossia) Steenstrup, 1887 => Semirossia Steenstrup, 1887
- Rossia (Semirossia) equalis Voss, 1950 => Semirossia equalis (Voss, 1950)
- Rossia antillensis Voss, 1955 => Austrorossia antillensis (Voss, 1955)
- Rossia bipapillata Sasaki, 1920 => Austrorossia bipapillata (Sasaki, 1920)
- Rossia caroli Joubin, 1902 => Neorossia caroli (Joubin, 1902)
- Rossia dispar (Rüppell, 1844) => Heteroteuthis dispar (Rüppell, 1844)
- Rossia enigmatica Robson, 1924 => Austrorossia enigmatica (Robson, 1924)
- Rossia equalis Voss, 1950 => Semirossia equalis (Voss, 1950)
- Rossia hyatti Verrill, 1878 => Rossia glaucopis Lovén, 1845
- Rossia jacobii Ball, 1842 => Rossia macrosoma (Delle Chiaje, 1830)
- Rossia mastigophora Chun, 1915 => Austrorossia mastigophora (Chun, 1915)
- Rossia owenii Ball, 1841 => Rossia macrosoma (Delle Chiaje, 1830)
- Rossia panceri Targioni-Tozzetti, 1869 => Rossia macrosoma (Delle Chiaje, 1830)
- Rossia patagonica E. A. Smith, 1881 => Semirossia patagonica (E. A. Smith, 1881)
- Rossia sublaevis Verrill, 1878 => Rossia glaucopis Lovén, 1845
- Rossia tenera (Verrill, 1880) => Semirossia tenera (Verrill, 1880)